# Bodianus unimaculatus
Bodianus unimaculatus là một loài cá biển thuộc chi Bodianus trong họ Cá bàng chài. Loài này được mô tả lần đầu tiên vào năm 1862.

## Từ nguyên
Từ định danh của loài cá này trong tiếng Latinh có nghĩa là "có một đốm", hàm ý đề cập đến đốm đen ngay giữa vây lưng của cá đực.

## Phạm vi phân bố và môi trường sống
B. unimaculatus có phạm vi tập trung ở các vùng biển thuộc khu vực Nam Thái Bình Dương, bao gồm bờ đông Úc (phía nam bang Queensland trải dài đến bang Victoria), đảo Lord Howe và đảo Norfolk, phía bắc New Zealand và quần đảo Kermadec, Rapa Iti và đảo Phục Sinh.
B. unimaculatus được quan sát và thu thập ở độ sâu khoảng từ 6 đến ít nhất là 60 m.

## Mô tả
B. unimaculatus có chiều dài cơ thể tối đa được ghi nhận là 50 cm. Cá cái có màu hồng, trắng hơn ở bụng; còn cá đực có màu đỏ và thêm một vệt đen ngay giữa vây lưng.
Trong phức hợp loài vulpinus, B. unimaculatus giống nhất là với Bodianus vulpinus, một loài đặc hữu của vùng biển phía tây nam Úc. Các vạch màu đỏ trên cơ thể của hai loài này (ở cá cái và cá đực đang lớn) sẽ biến mất khi chúng trưởng thành hoàn toàn (cá đực trưởng thành). Cá đực của B. vulpinus và B. unimaculatus có góc dưới của vây đuôi vươn rộng hơn so với hai loài còn lại trong phức hợp, Bodianus bathycapros và Bodianus oxycephalus.
B. unimaculatus đực có một đốm trắng lớn ở dưới cuối vây lưng, trong khi B. vulpinus đực (và cả B. bathycapros) không có đốm này, còn B. oxycephalus có một hàng khoảng 3 đốm trắng bên dưới vây lưng.
Số gai ở vây lưng: 12; Số tia vây ở vây lưng: 10–11; Số gai ở vây hậu môn: 3; Số tia vây ở vây hậu môn: 12; Số tia vây ở vây ngực: 16–18.

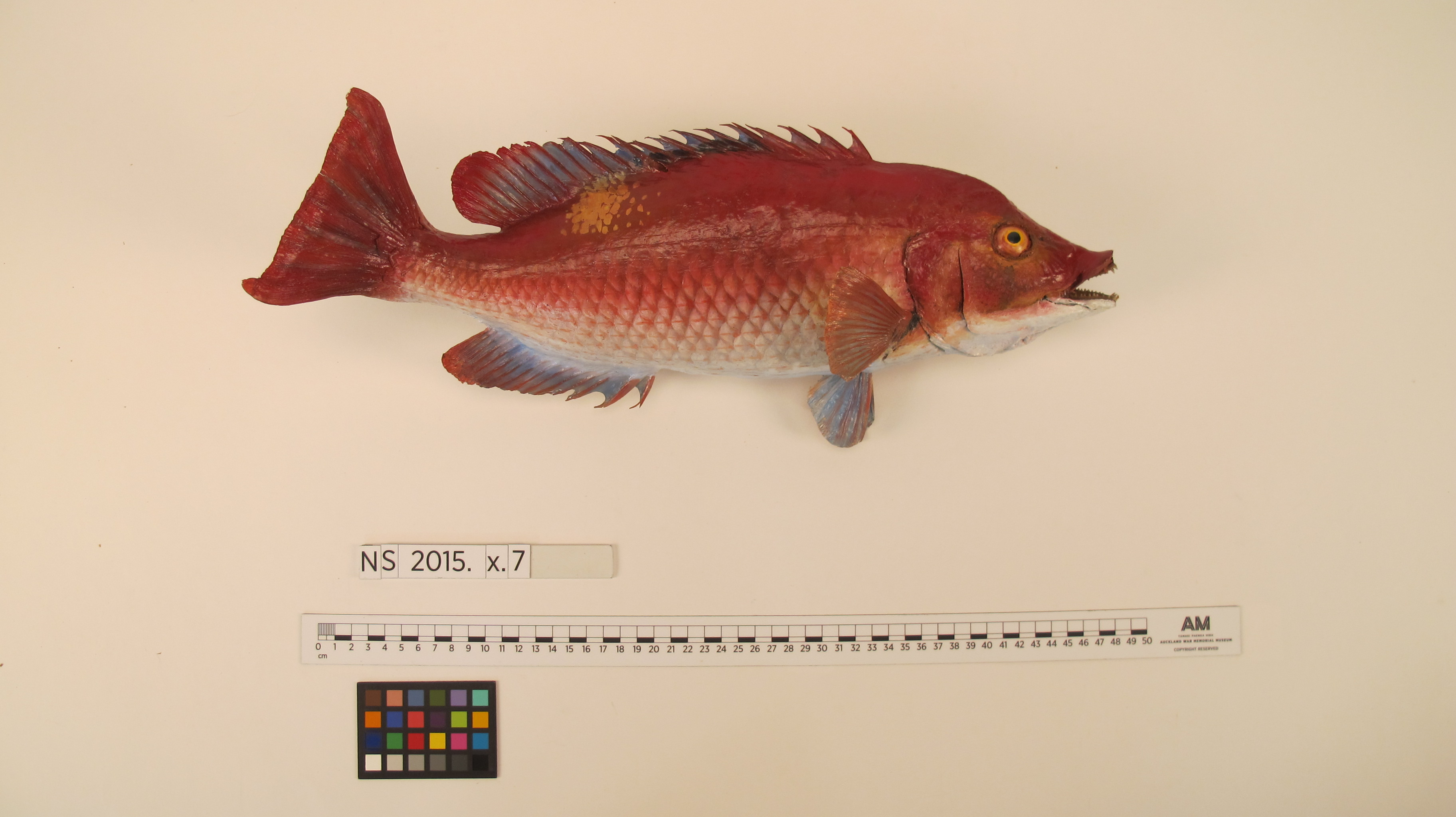
Cá đực
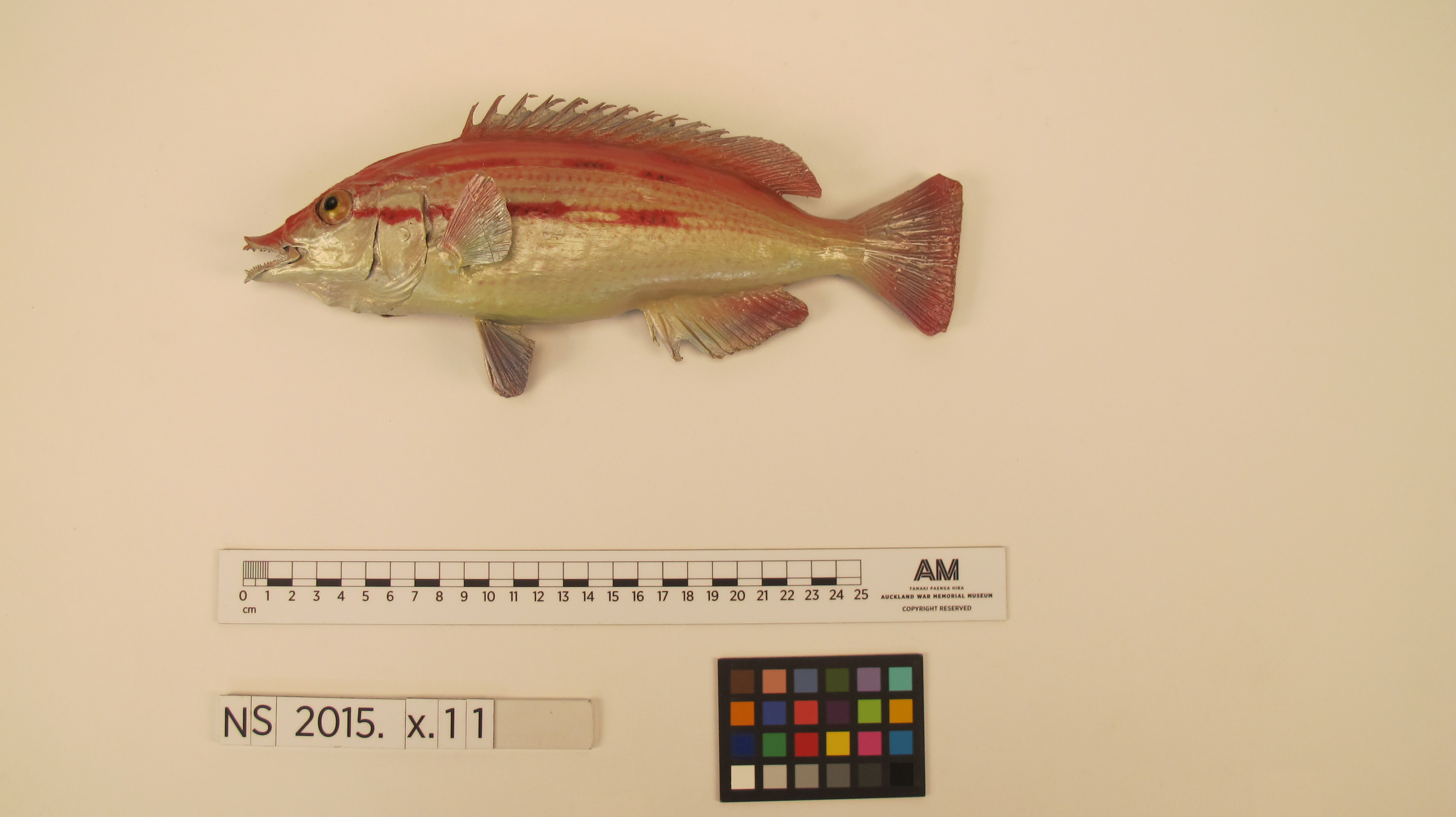
Cá cái

## Sinh thái học
Thức ăn của B. unimaculatus có thể là những loài thủy sinh không xương sống như nhuyễn thể và giáp xác. Mùa sinh sản của B. unimaculatus diễn ra vào khoảng tháng 7 đến tháng 9 ở New Zealand.
B. unimaculatus được xác nhận là một loài lưỡng tính tiền nữ, tức cá cái có thể chuyển đổi giới tính thành cá đực. Cá cái chuyển giới thành cá đực khi đạt đến kích thước khoảng 25–30 cm. Cá cái thuần thục sinh dục khi được 2 năm tuổi, còn cá đực là 4 năm tuổi.

### Trích dẫn
- Martin F. Gomon (2006). “A revision of the labrid fish genus Bodianus with descriptions of eight new species” (PDF). Records of the Australian Museum, Supplement. 30: 1–133. ISSN 0812-7387.